# Antoni Grzechowski
Antoni Piotr Grzechowski (ur. 21 września 1932, zm. 13 lutego 1999 w Koszalinie) – polski samorządowiec i prawnik, działacz spółdzielczy i sportowy, w latach 1995–1998 prezydent Koszalina.

## Życiorys
Pochodził z okolic Tarnowa, w 1945 przeprowadził się na Pomorze Zachodnie, w 1952 do Koszalina. Pracował jako nauczyciel wychowania fizycznego w szkole podstawowej we Włynkówku. Ukończył prawo na Uniwersytecie im. Adama Mickiewicza w Poznaniu, w 1979 obronił tam doktorat. Był założycielem jednego z pierwszych lokalnych oddziałów Ludowych Zespołów Sportowych, później kierował jego radą wojewódzką LZS. Kierował przedsiębiorstwami z branży rolnej, w tym Wojewódzkim Związkiem Gminnych Spółdzielni.
Działał kolejno w Sojuszu Lewicy Demokratycznej, Unii Pracy i Unii Wolności. W 1994 i 1998 wybierano go do rady miejskiej Koszalina (najpierw z listy SLD, potem UW). Od 17 lutego 1995 do 30 października 1998 pełnił funkcję prezydenta Koszalina. W 1997 z poparciem Unii Pracy kandydował do Senatu z okręgu koszalińskiego (zajął 6. miejsce na 10 kandydatów). Był zwolennikiem powołania województwa środkowopomorskiego.
17 lutego 1999 pochowano go na Cmentarzu Komunalnym w Koszalinie.